# Reichssicherheitsdienst
A Reichssicherheitsdienst (RSD)  foi uma divisão de segurança da Schutzstaffel, no período da Alemanha Nazista. Foi originalmente criada para ser a guarda pessoal de Adolf Hitler.